# Passiflora longifilamentosa
Passiflora longifilamentosa – gatunek pnącza z rodziny męczennicowatych. Opisany został po raz pierwszy w 2013 roku na podstawie roślin zebranych w Brazylii w stanie Para w północnej części brazylijskiej Amazonii na terenie byłej kopalni boksytu zalesionej 6 lat wcześniej. Gatunek stwierdzony został także na dwóch innych stanowiskach zalesionych w 2001 i 2002 roku. Rozpoznany został także w materialne zielnikowym zebranym w 2002 roku w Gujanie Francuskiej i błędnie oznaczonym. Jest gatunkiem pionierskim w wilgotnym lesie równikowym. 

## Morfologia
PokrójDrewniejące pnącze o łodydze ostro-trójkanciastej, zielono-brązowej. Wąsy czepne są różnej wielkości.
LiścieOgonki liściowe są ostro-trójkanciaste o długości 2–2,5 cm, z dwoma parami zielonych gruczołków. Blaszka liściowa jest eliptyczna do jajowatej, o długości 13–14 cm i szerokości około 6,5 cm.
KwiatyPojedyncze, zwisające na trójkanciastej szypułce. Mają 3–7 cm średnicy. Wsparte są trzema okazałymi, zielonymi podsadkami osiągającymi do 5 cm długości. Hypancjum jest dzwonkowate o długości 1–1,5 cm, nagie, białawo-zielone. Działki kielicha są owalnie-lancetowate do trójkątnych o długości do 2 cm, na szczycie zaokrąglone. Płatki korony są owalnie-lancetowate do trójkątnych do 4 cm długości, białawo-zielone z licznymi purpurowofioletowymi plamami. Przykoronek zbudowany jest z siedmiu okółków nitek. Dwa zewnętrzne mają nitki długości do 6,5 cm, są falisto powyginanych, u nasady jasne, w górze purpurowe. Kolejne trzy okółki nitek są tęgie, żółto-zielone i krótkie (do 1 mm długości), następne mają 2 mm długości i są nitkowate, żółto-zielone. Najbardziej wewnętrzny okółek składa się z nitek języczkowatych, żółtawo-zielonych, o długości do 5 mm. Nitki pręcików mają 4–7 mm długości. Zalążnia jest naga, żółto-zielona o długości do 8 mm i średnicy do 3 mm.
OwoceDojrzałe osiągają około 12 cm długości i 7 cm średnicy. Zawierają od 150 do 200 czarnych nasion tkwiących w słodkim, białawo-pomarańczowym miąższu.